# Getaway Car
"Getaway Car" é uma canção da artista musical estadunidense Taylor Swift, contida em seu sexto álbum de estúdio, Reputation (2017). Foi lançada como single na Austrália e Nova Zelândia em 7 de setembro de 2018, em divulgação aos concertos realizados em território australiano durante a Reputation Stadium Tour (2018). Escrita e produzida por Swift e Jack Antonoff, a canção, liricamente, descreve a tentativa da intérprete de sair de uma relação e estar com outra pessoa, também notando que a sua nova relação vai acabar.
Os críticos contemporâneos elogiaram a produção da canção e a sua letra cheia de referências a cultura popular, em destaque ao casal de criminosos Bonnie e Clyde, a faixa foi apontada como o ápice do álbum. Comercialmente, "Getaway Car" não atingiu as principais tabelas musicais da Austrália e Nova Zelândia, mas recebeu um disco de platina da Australian Recording Industry Association.

## Composição
"Getaway Car" é uma balada derivada do synthpop, sendo comparada pelos críticos com "Style", da própria cantora e com outras canções de 1989, e com os trabalhos da canadense Carly Rae Jepsen e a galesa Bonnie Tyler. A letra retrata o momento em que alguém sai de um relacionamento e inicia outro.

## Recepção crítica
Em geral, a canção obteve críticas positivas por parte dos críticos. Rob Sheffield da revista Rolling Stone, declarou que "Getaway Car" é a sexta melhor canção da carreira de Swift. Zack Schonfeld da revista Newsweek chamou a canção como: "excelente e radiante" e alegou: "massiva, tanto em atração quanto em energia".

## Créditos
Todo o processo de elaboração de "Getaway Car" atribui os seguintes créditos:
Gravação
- Mixada nos MixStar Studios (Virginia Beach, Virginia)
- Masterizada nos Sterling Sound (Nova Iorque)

Equipe
- Taylor Swift: composição, produção
- Jack Antonoff: produção, composição, programação, instrumentais, vocais de apoio
- Laura Sisk: engenharia de áudio
- Serban Ghenea: mixagem
- John Hanes: engenharia de mixagem
- Randy Merrill: masterização
- John Hutchinson: bateria
- Victoria Parker: violinos
- Phillip A. Peterson: violoncelos

## Histórico de lançamento
| Região        | Data de lançamento    | Formato(s)             | Gravadora   |
| ------------- | --------------------- | ---------------------- | ----------- |
| Austrália     | 6 de setembro de 2018 | Contemporary hit radio | Big Machine |
| Nova Zelândia | 6 de setembro de 2018 | Contemporary hit radio | Big Machine |